# Stachelhalsband

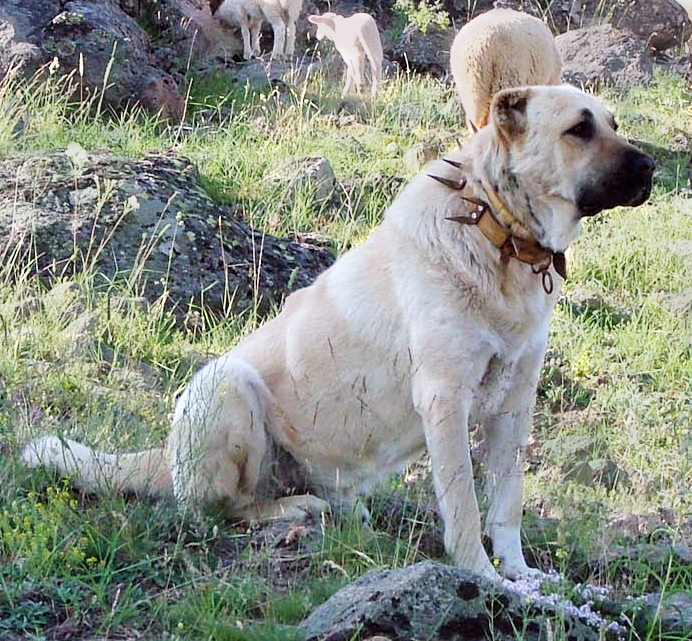
Kangal in der Türkei. Stachelhalsbänder mit nach außen gerichteten Stacheln finden bei Herdenschutzhunden Anwendung, damit sie beim Kämpfen mit einem Wolf von diesem nicht in den Hals gebissen werden können.

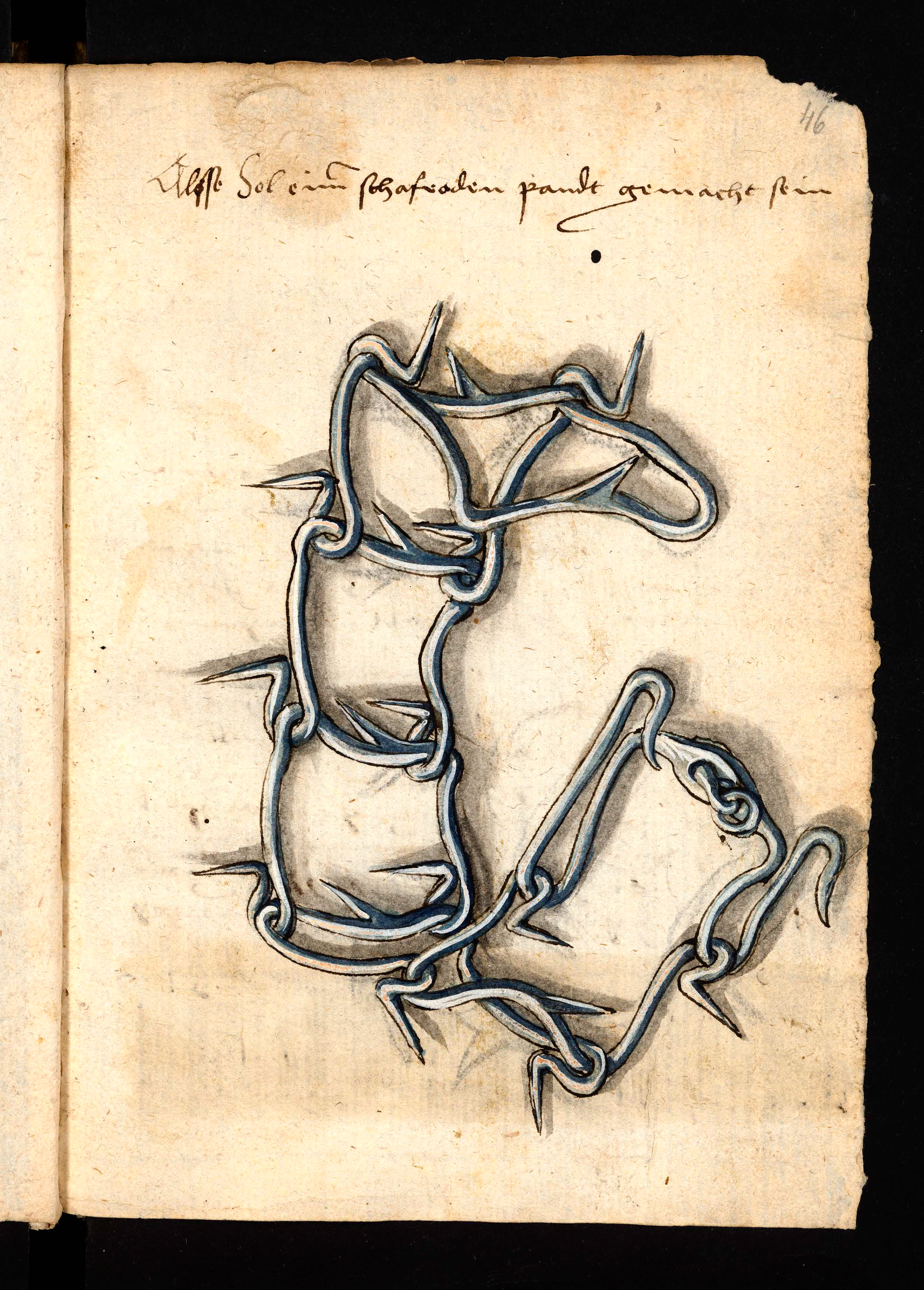
Halsband mit nach außen weisenden Stacheln aus dem Löffelholz-Codex von 1505

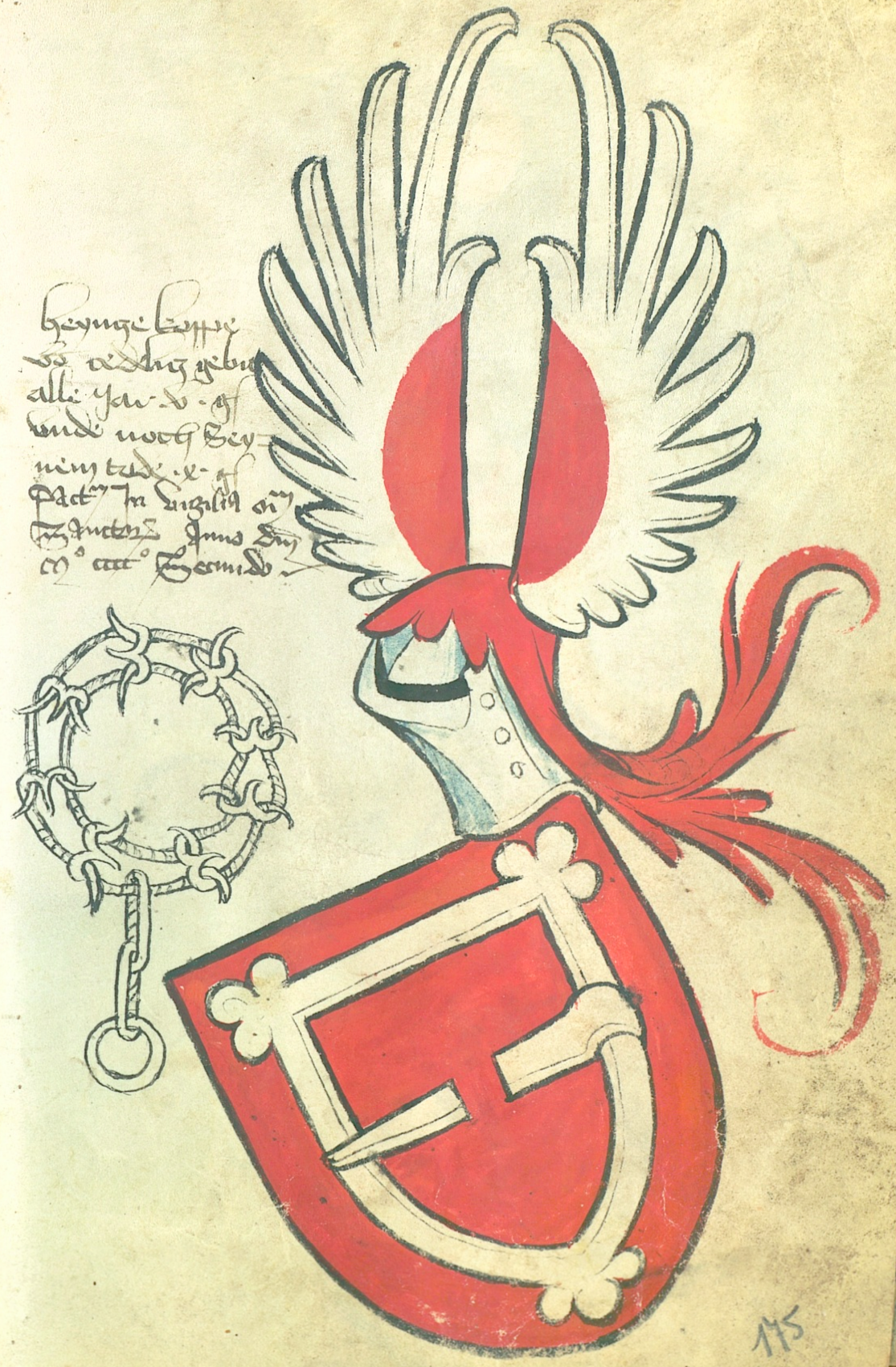
Das Wappen von Heinze Koppe von Zedlitz mit Rüdenband im Wappenbuch von St. Christoph auf dem Arlberg, 1402

Ein Stachelhalsband, auch Korallenhalsband oder Krallenhalsband genannt, ist ein Hundehalsband, das seit der Antike als Schutz für Jagd- und Herdenschutzhunde verwendet wurde. Später wurden Halsbänder mit nach innen gewendeten Stacheln in der Hundeerziehung benutzt. Diese Verwendung ist heute aus Tierschutzgründen weitgehend verboten.

## Geschichte
Stachelhalsbänder in verschiedenen Formen wurden seit der Antike verwendet, um Jagd- und Herdenschutzhunde gegen Bissverletzungen zu schützen. Verwendet wurden in der Regel lederne Halsbänder oder Metallreifen, durch die Nägel getrieben wurden, sowie Halsbänder die aus Kettengliedern bestanden. Bei Letzteren wurden die Drahtenden stachelartig nach außen gebogen. Im Mittelalter sind Darstellungen von Stachelhalsbändern vor allem in Hirtenszenen verbreitet.
Um 1400 war ein damals als (Schaf-)Rüdenband bezeichnetes Stachelhalsband das Abzeichen der Gesellschaft des Rüdenbandes, einer Adelsgesellschaft, die in den Ländern der Böhmischen Krone und Oberdeutschland verbreitet war.

## Tierschutz

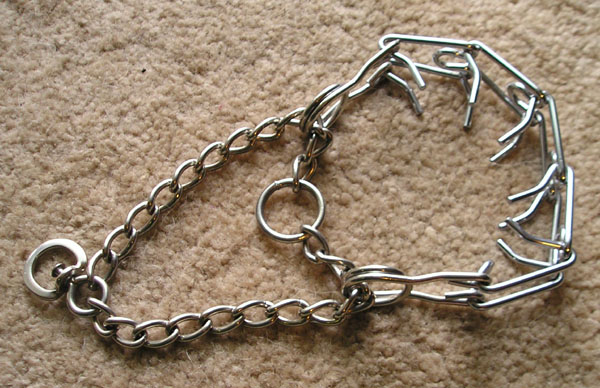
Handelsüblicher Stachelwürger 2009

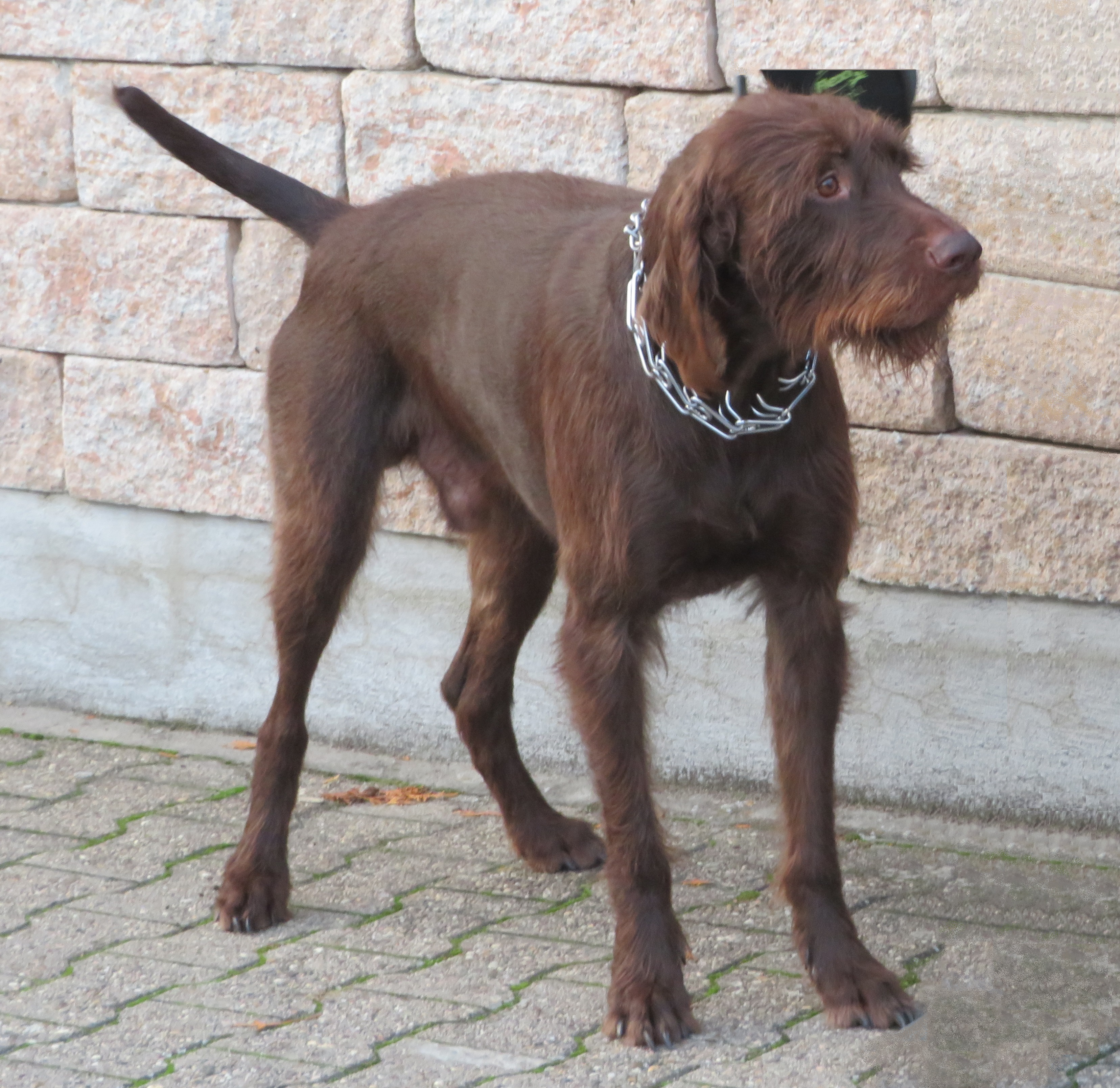
Pudelpointer mit Stachelhalsband mit nach innen gerichteten Stacheln

Aus tierschutzrechtlichen Gründen ist die Verwendung in Deutschland, Österreich – mit Ausnahme von Diensthunden staatlicher Stellen – und der Schweiz explizit verboten. In Österreich sind nach § 5, Absatz 4 Bundestierschutzgesetz (von Ausnahmen für Diensthunde abgesehen) darüber hinaus auch das In-Verkehr-Bringen, der Erwerb und der Besitz von Stachel- und Korallenhalsbändern verboten. Die Nutzung der Stachelhalsbänder bei der Ausbildung und beim Einsatz polizeilicher Dienst- und Schutzhunde in Deutschland ist umstritten. Die Bundesländer legen die Tierschutz-Hundeverordnung in diesem Punkt unterschiedlich aus. Die Berliner Polizei stellte den Einsatz von Diensthunden 2022 ein, weil man sich wegen der Rechtslage nicht strafbar machen wolle. In Brandenburg hat die Polizei den Einsatz der Hunde sowie der Stachelhalsbänder hingegen nicht geändert. Auch in Baden-Württemberg werden diese Halsbänder bei Polizeieinsätzen noch genutzt.
Im bundesdeutschen Tierschutzgesetz heißt es allgemein:

„Es ist verboten, […] 1b. an einem Tier im Training […] Maßnahmen, die mit erheblichen Schmerzen, Leiden oder Schäden verbunden sind […] anzuwenden, […] 5. ein Tier auszubilden oder zu trainieren, sofern damit erhebliche Schmerzen, Leiden oder Schäden für das Tier verbunden sind[.]“

Im Verlauf der Besprechung einer Petition gegen Stachelhalsungen in Deutschland am 5. November 2012 erklärte der Parlamentarische Staatssekretär im Bundesministerium für Ernährung, Landwirtschaft und Verbraucherschutz Peter Bleser im Petitionsausschuss, die Verwendung von Stachelhalsbändern könne im Einzelfall auf der Basis von § 3 Nr. 5 Tierschutzgesetz von den Vollzugsbehörden unterbunden und mit einer Geldbuße von bis zu 25.000 € geahndet werden. Weiterhin ist in zahlreichen Prüfungsordnungen für den Hundesport der Einsatz von Stachel- oder Würgehalsbändern jeder Form verboten. Auch viele Vereine verbieten auf ihren Anlagen den Einsatz ausdrücklich.
Bei einem Hund, der ständig an der Leine zieht, führt der permanent einwirkende Bestrafungsreiz zu keiner Verhaltensänderung, da die positive Verstärkung durch völlige Schmerzfreiheit und fehlenden Druck durch das Halsband fehlt. Deswegen ist ein Stachelhalsband keine Alternative zu einer fachgerechten Hundeerziehung zum Laufen an lockerer Leine.
Ursprünglich wurden die heute weitgehend synonym gebrauchten Bezeichnungen voneinander abgegrenzt. Max von Stephanitz schrieb 1921 in seinem Werk Der deutsche Schäferhund in Wort und Bild:

„Die einfachste Schulhalsung ist ein breites Lederwürgehalsband mit Stacheln, Stachelhalsband. Das Korallenhalsband besteht aus einer Reihe um sich selbst beweglicher und mit Stacheln besetzter Holzeier; es wirkt schärfer, kann bei schnellem Zugreifen aber auch die Hände des Führers beschädigen. Jedenfalls sollte das Korallenhalsband nur der Abrichtung dienen, während das Stachelhalsband einem stürmischen, schlecht leinenführigen Hunde auch zu allen Gängen angelegt werden kann. Die Schulhalsung ‚Torquatus‘, ein mit Stacheln versehener vernickelter Kettenwürger, hat sich gut bewährt; sie kann während des Tragens umgedreht werden, so daß die Stacheln dann dem Hunde gegenüber außer Wirksamkeit treten, freilich gefährden sie dann wieder die Hände des Führers. Breite Halsungen mit nach außen gerichteten scharfen Stacheln – eigentliche Stachelhalsbänder – wurden früher vielfach, und werden es gelegentlich noch, Wach- und Schutzhunden umgelegt, um sie vor gegen die Kehle gerichteten Bissen des Raubzeuges und gegen Zugriffe einer Räuberfaust zu sichern.“

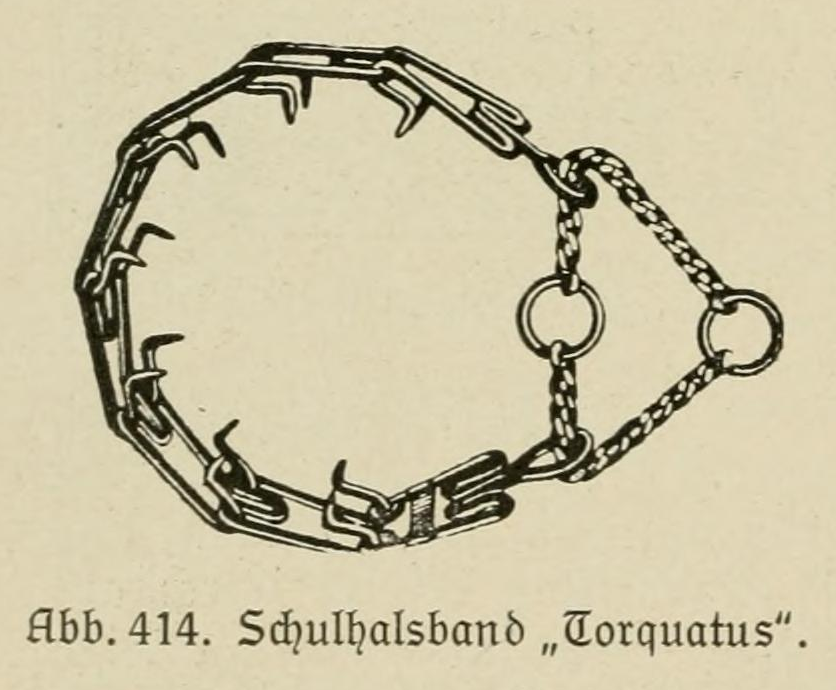
Stachelwürger Torquatus 1921
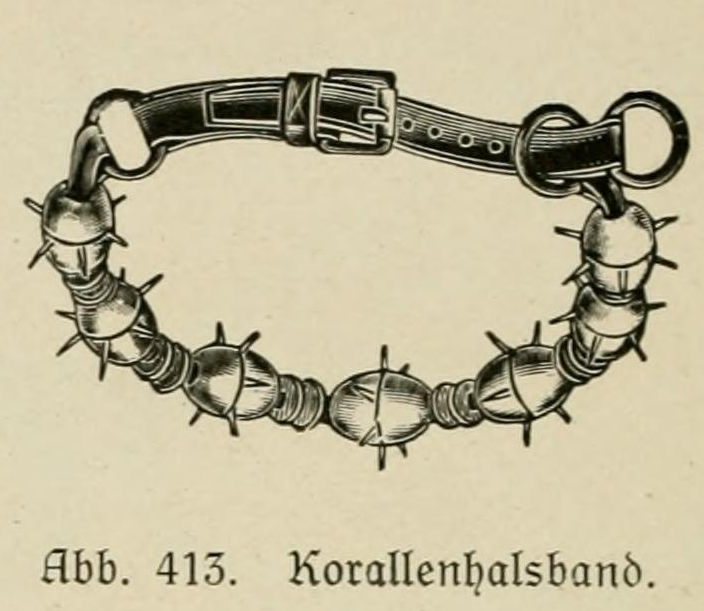
Korallenhalsband 1921
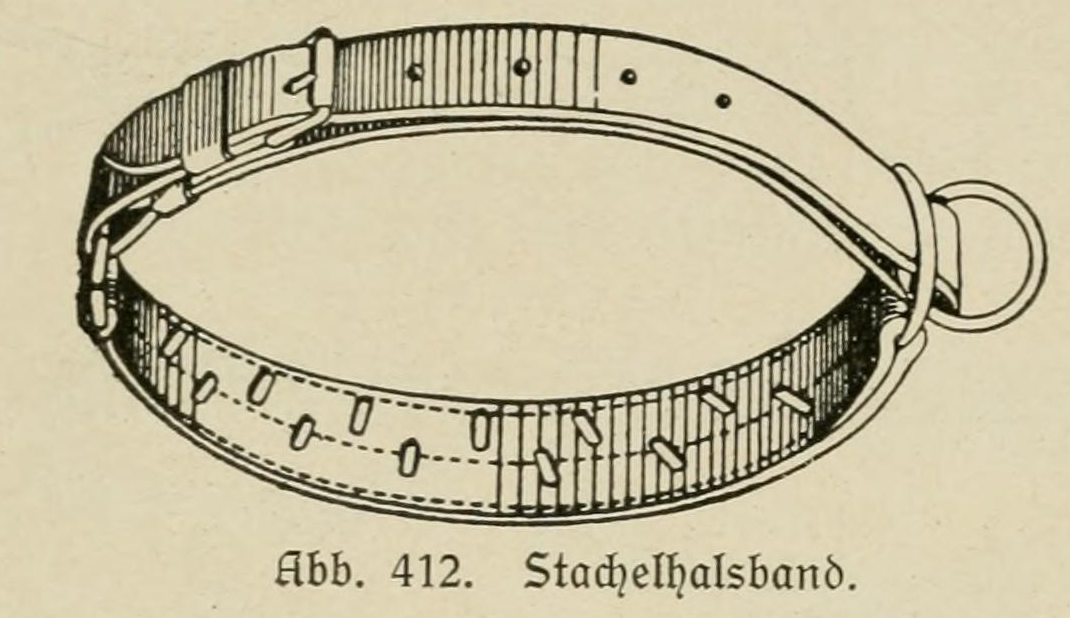
Stachelhalsband 1921

Das bei von Stephanitz als Stachelhalsband beschriebene Lederhalsband mit nach innen gerichteten Stacheln ist unter dem Begriff Oberländer im Handel.